# Азер Ірина Абдуррезаївна
Ірина Абдуррезаївна (Ірен Абдур-Резаївна) Азер (нар. 19 або 18 вересня 1949, Баку, Азербайджанська РСР, СРСР) — актриса радянського кіно 1960-1990-х років. У період з 1967 по 1991 рік брала участь в зйомках 31 художнього фільму і двох телевізійних постановок.
Ірину Азер називали найкрасивішою блондинкою радянського кіноекрану, найкрасивішою радянської актрисою і «радянською Мерилін Монро» .
З початку 1990-x років припинила зніматися в кіно, пізніше стала займатися дрібним бізнесом.

## Біографія

### Юність
Ірина Азер народилася 19 (за іншими відомостями — 18) вересня 1949 року в Баку. Її батько — польський льотчик Йофан, який після війни працював в столиці Азербайджанської РСР випробувачем на військовому аеродромі, але змушений був повернутися на батьківщину, встигнувши дати дочці ім'я Ірен. Мати — Лілія Георгіївна, козачка, учасниця німецько-радянської війни.
Своїми незвичайними прізвищем та по батькові вона зобов'язана вітчиму Резі Азері. За словами самої Ірини, її вітчим належав до багатого іранського роду. Реза Азер був відомим генералом, особистим ворогом останнього іранського шахіншаха Мохаммеда Рези Пахлеві та політичним емігрантом, що знайшли притулок в СРСР, у Баку. Тут він жив у резиденції колишніх багатіїв і викопав перед будинком розкішний басейн для своєї улюбленої падчерки Ірен.
Незабаром сім'я Ірен переїхала в Москву, де Реза Азер викладав в Інституті сходознавства, і проживала на Піщаній вулиці.
Наприкінці свого життя, незадовго до смерті, Реза Азер повернувся до Тегерана. Відразу ж після смерті вітчима в 1978 році в країні відбулася ісламська революція, тому Ірина з сестрою Деларам, що знаходилися на той час в Тегерані, були змушені тікати з Ірану, так нічого і не отримавши із заповіданого вітчимом спадщини.

### Початок кар'єри
У 16-річному віці почала працювати фотомоделлю у Віктора Вознесенського, присвятивши цьому заняттю 12 років — з 1965 по 1977 рік.
У 1968 році вступила до ВДІКу, на акторський факультет Сергія Герасимова. Зустріч з Герасимовим і його майстернею актриса вважала доленосним моментом у своєму житті.
Під час навчання багато знімалася в курсових і дипломних фільмах. Починаючи з третього курсу знялася в трьох картинах:
- «Червоний агітатор Трохим Глушков» (1969) — режисер Валерій Рубинчик.
- «У озера» (1970) — режисер Сергій Герасимов.
- «Увага, черепаха!» (1970) — режисер Ролан Биков.

Студенткою була також запрошена для зйомок в знаменитому епічному кіноциклі «Звільнення» (1970 — 1972), поставленому режисером Юрієм Озеровим і відзначеному Ленінською премією (1972).

### Шлях до визнання
Уже в ранніх фільмах молода актриса звернула на себе увагу глядачів. Її перша помітна роль в кіно — Ганна Сергіївна в дитячій комедії «Увага, черепаха!», чарівна вчителька молодших класів, якій намагаються нишком наслідувати її учениці.
Яскраво і переконливо зігравши Наташу — роль другого плану в двосерійному теледетективі «Крадіжка» (1970; режисер Олександр Гордон), вона не загубилася на тлі цілого сонму прекрасних акторів, зайнятих у фільмі. А роль Люськи в чотирисерійний телевізійній кінокомедії « Велика перерва» (1972- 1973 ; режисер Олексій Коренєв) принесла Ірині Азер справжню популярність. Актрисі дістався образ ефектною блондинки, подруги одного з учнів вечірньої школи Генки Ляпішева (актор Віктор Проскурін), якого Люська відволікає від навчання танцями, а в фіналі сама приходить навчатися дро вечірньої школи. Актриса розповідала:
| Ліві лапки | Пам'ятаєте сцену, коли Люська чекає Ляпишева на танцях, а його забрав на лекцію Петрикін - Биков? З'явився кавалер пізно ввечері і весь мокрий, тому що біг по пояс у воді. Вітя Проскурін страшно замерз на зйомці, і, щоб зігрітися, йому налили горілки. По-моєму, він уперше житті її тоді спробував. Захмелів і пішов скупатися... Всі його шукають, а Віті немає... Повертається поранений. Виявляється, напоровся в ставку на скло і порізав ногу. Ногу забинтували і знову почали знімати. «Вітя, я тебе прошу, не треба мене цілувати. Камери стоять так, що нічого не видно. Просто обіймемося», - кажу я хмільному Проскуріну. А він візьми та й поцілуй мене з п'яних очей по-справжньому. Ледве відчепилася. Здається, саме цей дубль і увійшов до картини. А інша сцена взагалі вийшла у мене випадково. Іду я ображена від Ляпишева в своїх білих туфельках, камера працює, і раптом відвалюється каблук. Добре, не розгубилася. Зняла другу туфлю, викинула її і пішла босоніж в гордій самоті. Не знаю, чому каблук відвалився, туфлі були нові. | Праві лапки |

Фільм «Велика перерва» відкрив дорогу у великий кінематограф багатьом акторам, що знявся в ньому, в тому числі й Ірині Азер. Протягом 1970-х — 1980-х років вона активно знімалася як в епізодичних, так і в основних ролях в таких популярних радянських фільмах, як «Дорогий хлопчик» (1974; режисер Олександр Стефанович), « Городяни» (1975 ; режисер Володимир Роговий), «Не стріляйте в білих лебедів» (1980; режисер Родіон Нахапетов), «Повернення резидента» (1982), « Кінець операції „Резидент“», (1986 ; режисер Веніамін Дорман) та ін.
На телебаченні актриса брала участь у зйомках телевізійного шоу «Кабачок „13 стільців“» (режисер Георгій Зелінський) і телеспектакля «Джентльмени, яким не пощастило» (1977 ; за розповідями О. Генрі, режисер Василь Давидчук). При цьому в популярній гумористичній передачі радянського телебачення «Кабачок „13 стільців“» (1966 — 1981) вона з'являлася двічі з розривом в дев'ять років. Ще студенткою її запрошували в 1969 році на роль пані Кароліни і таким чином вона стала однією з перших виконавиць цього персонажа. У 1978 році Ірина зіграла роль пані Ольгіци — ще однієї відвідувачки «Кабачка».

### Завершення кар'єри
За свою недовгу кінематографічну кар'єру Ірина Азер встигла знятися в кінострічках, в яких її партнерами були такі видатні актори радянського кіно, як Микола Крючков (фільм «Городяни», 1975), Георгій Жженов (фільми «Повернення резидента», 1982 та «Кінець операції „Резидент“», 1986) та ін.
У роки перебудови актриса продовжувала з'являтися на кіноекрані. Крім «Кінця операції „Резидент“», з 1986 по 1991 рік вона брала участь в зйомках ще семи картин. Однак з початку 1990-х років Ірина Азер припинила зніматися в кіно.

### Особисте життя
Пішовши з великого кіно, стала займатися дрібним і прибутковим бізнесом — торгувала жіночою білизною в будівлі МНТК «Мікрохірургія ока» . У колишньої актриси був власний намет, де працювала продавчинею, надівши темні окуляри і перуку для невпізнання. Заробляла дуже пристойно .
В актриси було багато шанувальників, в тому числі і дуже відомих особистостей. Ірина Азер була одружена з журналістом Юрієм Шварцем. Розлучення відбулося через підозри зради Юрія з кіноактрисою Наталі Вуд. Від шлюбу з Юрієм у Ірини є єдина дочка Віка 1975 року народження, яка переїхала до США до чоловіка в 1992 році з сином Юрою, якого вона народила в 17-річному віці, ще в Москві .
За повідомленням «Експрес газети Online», молодша сестра Ірини Деларам (1957—2002) покінчила життя самогубством. Їх мати живе в будинку для людей похилого віку у станції метро «Річковий вокзал».
На початку 2000-х років, завдяки інтерв'ю в «Експрес газеті Online» (№ 17, 2001), про відому в минулому актрисі стали писати в російських глянцевих журналах. Наприклад, журнал «Караван історій» присвятив їй близько 10 сторінок. Однак пропозицій вигідних ролей в кіно не було, хоча Ірина стверджувала, що мріє зіграти в ремейку " Хто боїться Вірджинії Вульф? ". У той же час колишню актрису і її сім'ю почали оточувати скандали .
В даний час актриса проживає з дочкою в Каліфорнії, виховує двох онуків. Молодшого онука звуть Оскар.

## Фільмографія

### Ролі
- 1967 — Бабине царство ( епізодична роль )
- 1969 — Кабачок «13 стільців» —  пані Кароліна
- 1969 — Червоний агітатор Трохим Глушков —  Катя, медсестра
- 1970 — Звільнення —  зв'язкова Танечка
- 1970 — Біля озера —  пасажирка в поїзді
- 1970 — Увага, черепаха! —  Анна Сергіївна, вчителька
- 1970 — Крадіжка —  Наташа, кохана дівчина Бурова
- 1972 — Людина на своєму місці
- 1972 — Ті, що йдуть за обрій —  Олена, наречена Івакіна
- 1972 — Велика перерва —  Люська, подруга Ляпішева
- 1974 — Дорогий хлопчик —  Жаклін, викрадачка
- 1974 — Хаос —  Антоніна
- 1975 — Городяни —  пасажирка таксі, дружина Володі
- 1977 — Сім'я Зацепіних —  Олена
- 1977 — Джентльмени, яким не пощастило —  Ада Лоурі
- 1978 — Фортеця —  Ліда Рябцева, радистка
- 1978 — Мій друг дядько Ваня —  Олена
- 1978 — Кабачок «13 стільців» —  пані Ольгіца
- 1979 — Акванавти —  Лотта Кером, дочка професора
- 1980 — Не стріляйте в білих лебедів —  Іра, туристка
- 1980 — Інакше не можна —  співробітниця будинку відпочинку
- 1982 — Крадіжка
- 1982 — Повернення резидента —  Березня, секретарка
- 1982 — Не чекали, не гадали! —  Марина Миколаївна, по службі Долгорукова
- 1984 — Любочка —  Галина Максимівна, вихователька в дитячому садку
- 1984 — Смуга перешкод —  дружина Корабельникова
- 1985 — Коли стають дорослими —  сусідка
- 1986 — Кінець операції «Резидент» —  Березня, секретарка Штаубе
- 1986 — Всього один поворот —  Ліда
- 1986 — Дивовижна знахідка, або Самі звичайні чудеса —  мати Максима Рибкіна
- 1986 —  1987 — Секретний фарватер —  Шарлотта Ранке, дружина штурмана Венцеля
- 1989 — Грань —  Світу, актриса, подруга Вероніки
- 1990 — Остання осінь —  Алла Сергіївна
- 1990 — Наутілус —  дружина Семена Ілліча
- 1990 — Імітатор —  Хільда Бауер
- 1991 — Графиня —  гід-екскурсовод

### Фільми про Ірину Азер
- 2012 — документальный фильм «Большая перемена. Последняя любовь Генки Ляпишева» (режиссёр Алексей Быстрицкий, автор сценария Ольга Булле)[2][3]

## Висловлювання
| Ліві лапки | Я не народна і не заслужена, але сплю ночами спокійно - совість моя чиста. | Праві лапки |